# Alvis TC 108/G
Der Alvis TC 108/G (alternative Schreibweise: TC 108G) ist ein Oberklassefahrzeug des Automobilherstellers Alvis Cars, das von 1956 bis 1958 in geringer Stückzahl in Großbritannien und in der Schweiz gefertigt wurde. Die Gestaltung des Aufbaus ging auf den Schweizer Karossier Graber zurück. Er gehört zur Three-Litre-Modellfamilie, die auch als Alvis T-Series 21 zusammengefasst wird.

## Entstehungsgeschichte
Der Alvis T 108/G war eine Weiterentwicklung des 1953 vorgestellten Modells TC 21/100.

### DieThree-Litre-Familie
Vor dem Zweiten Weltkrieg war das in Coventry ansässige Unternehmen Alvis in einem ähnlichen Marktsegment angesiedelt wie Aston Martin oder Bentley. Nach dem Ende des Krieges debütierte bei Alvis die sogenannte Three Litre Series, eine Reihe sportlicher Limousinen und Cabriolets mit einem 3,0 Liter großen Reihensechszylindermotor, deren erste Version als TA 21 verkauft wurde. Ähnlich wie andere britische Oberklassehersteller beschränkte sich Alvis darauf, Fahrgestelle, Motoren und Getriebe zu produzieren, während die Aufbauten von unabhängigen Karosseriebauunternehmen zugeliefert wurden. Die offenen Karosserien (TB 21) bezog Alvis von AP Metalcraft, während die Aufbauten der geschlossenen Modelle (TA 21) von Mulliners of Birmingham gefertigt wurden. Das Nachfolgemodell TC 21/100, das sich vom TA 21 in technischer Hinsicht vor allem durch einen leistungsstärkeren Motor mit nun 100 bhp unterschied und in einer weiteren Evolutionsstufe den Beinamen Grey Lady trug, wurde werksseitig mit geschlossenen Aufbauten von Mulliners bzw. als Cabriolet mit Tickford-Karosserie ausgeliefert. Allerdings kleidete der Schweizer Alvis-Importeur ab 1954 bereits einzelne TC-21-Chassis auf individuellen Kundenwunsch mit einer eigenständigen Karosserie ein.
Die Verbindung zwischen Alvis und Mulliner endete im Sommer 1955, als Mulliner – zunächst anteilig – vom britischen Großserienhersteller Standard Triumph übernommen wurde. Standard Triumph lastete die Fertigungsanlagen in Birmingham künftig mit Serienkarosserien für die eigenen Modelle aus. Der letzte TC21 mit Mulliner-Aufbau wurde im Sommer 1955 fertiggestellt. Da Tickford etwa zeitgleich von David Brown übernommen und mit Aston Martin verbunden worden war, hatte Alvis ab Sommer 1955 keinen Karosserielieferanten mehr. Nachdem auch der seit 1952 von Alec Issigonis entwickelte Alvis TA 350, eine technisch ambitionierte Limousine mit selbsttragender Karosserie und Achtzylinder-V-Motor, noch im Versuchsstadium aus finanziellen Gründen hatte aufgegeben werden müssen, erwog die Unternehmensleitung im Sommer 1955 die dauerhafte Einstellung der Automobilproduktion.

### Neuanfang mit Graber und Willowbrook

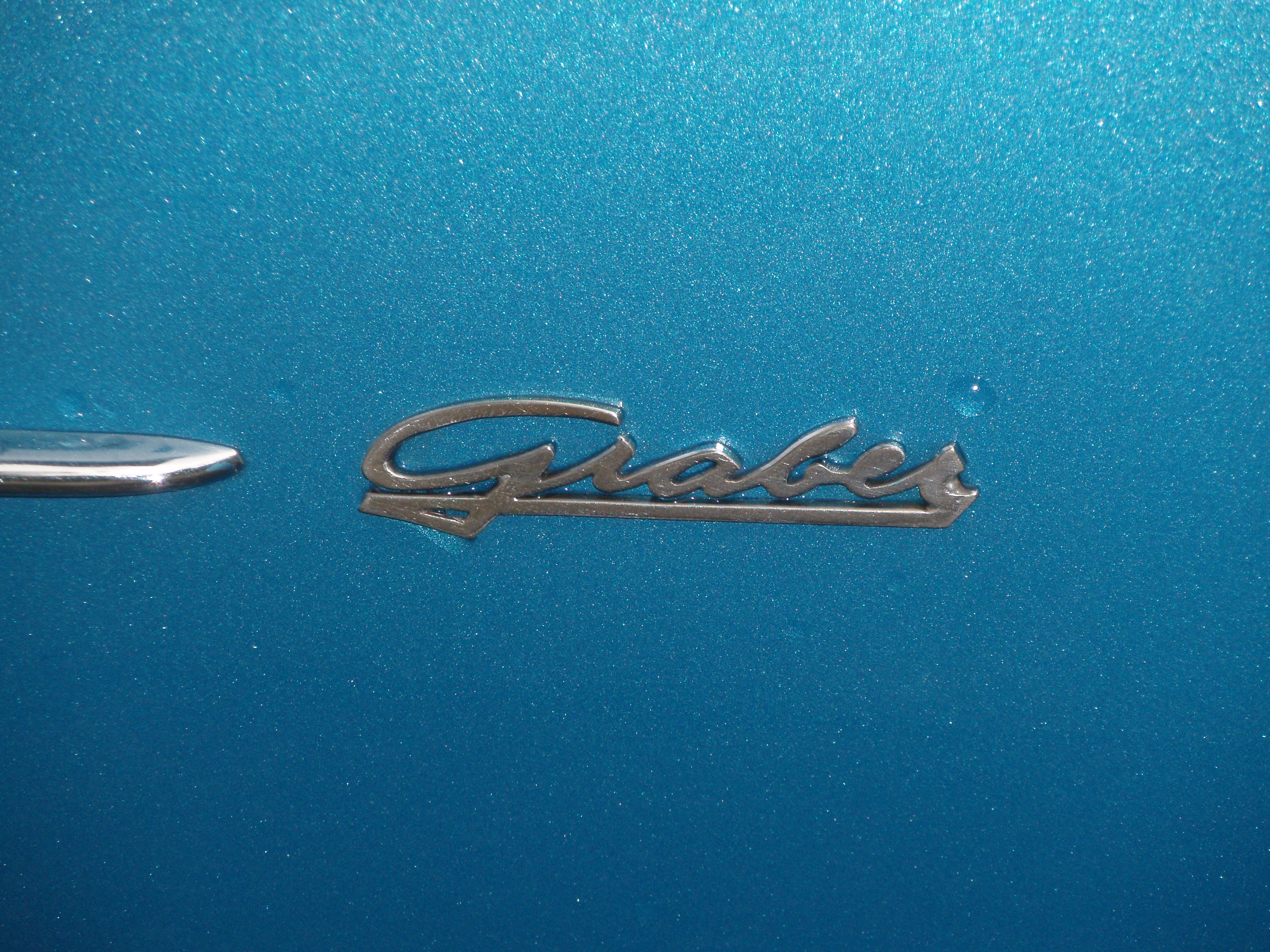
Graber-Schriftzug auf einem Alvis

Nachdem Alvis mehrere Monate lang keine Neufahrzeuge mehr verkauft hatte, stellte das Unternehmen auf der Earls Court Motor Show in London im Oktober 1955 zwei Fahrzeuge mit Graber-Karosserien aus; ein Fahrzeug war ein zweitüriger Saloon, das andere ein Cabriolet. Die Ausstellungsstücke basierten noch auf dem TC-21-Chassis. Nach zustimmenden Reaktionen des Publikums entschied sich das Unternehmen, die Automobilproduktion mit Aufbauten im Stile Grabers wieder aufzunehmen; Alvis übernahm dafür die Rechte an den Graber-Entwürfen. Das neue Modell erhielt die Bezeichnung TC 108/G, wobei sich das „G“ auf Hermann Graber bezog. Die Technik war weitgehend unverändert vom TC21 übernommen worden.
Aus Kapazitätsgründen war Graber nicht in der Lage, die Karosserien des TC 108/G in Serie zu fertigen. Alvis teilte die Produktion deshalb auf. Mit der Fertigung der geschlossenen Standardkarosserie nach Graber-Muster wurde Willowbrook beauftragt, ein in Loughborough ansässiger Hersteller von Omnibuskarosserien. Offene Modelle durfte Willowbrook dagegen nicht fertigen. Hermann Grabers Unternehmen war daneben berechtigt, TC-108/G-Fahrgestelle auf individuellen Kundenwunsch mit eigenständigen Karosserien zu versehen. Zu diesen gelegentlich als Graber Special bezeichneten Modellen gehörten auch einige Cabriolets.
Die Produktion des TC 108/G endete vorzeitig 1958. Im Laufe dieses Jahres wurde Willowbrook von seinem bisherigen Konkurrenten Duple übernommen. Nach einer Quelle kündigte das Duple-Management den Vertrag über die Fertigung des TC 108/G, sodass Alvis wiederum einen neuen Karosseriehersteller benötigte. Andere Quellen gehen davon aus, dass die Verbindung zwischen Alvis und Willowbrook von Anfang an nur auf die Fertigung von 25 Fahrzeugen ausgelegt war und Alvis den Vertrag wegen qualitativer Mängel der Willowbrook-Karosserien vorzeitig auflöste. Das ebenfalls von Graber entworfene Nachfolgemodell Alvis TD 21 erhielt Karosserien, die bei Park Ward aufgebaut wurden. 

## Modellbeschreibung

### Antrieb
Der TC 108/G wurde von einem Reihensechszylindermotor mit 2993 cm³ Hubraum angetrieben. Er entsprach weitestgehend der Antriebseinheit des Vorgängers. Lediglich die Zylinderköpfe waren leicht überarbeitet worden. Er war mit zwei Doppelvergasern von SU ausgestattet und leistete 104 bhp (74 KW). Der Motor war vorn eingebaut und trieb über ein handgeschaltetes Vierganggetriebe die Hinterräder an.

### Fahrwerk
Das Fahrwerk des TC 108/G entsprach vollständig dem des TC 21/100. Vorn waren die Räder einzeln aufgehängt und mit Drehstabfedern versehen, hinten verwendete Alvis eine Starrachse mit Blattfedern.

### Standardkarosserie

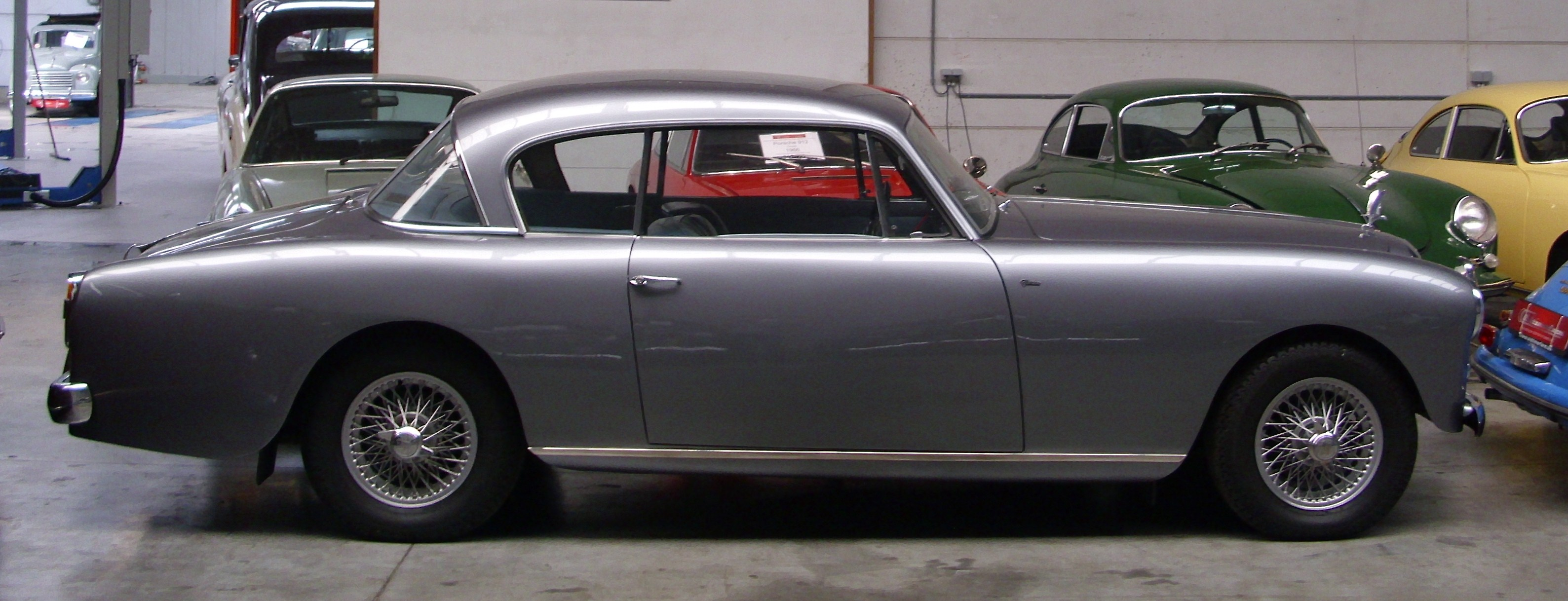
Standardaufbau mit angedeuteter Panorama-Heckscheibe

Werksseitig wurde der TC 108/G nur als viersitzige Limousine (Saloon) mit zwei Türen angeboten. Die einzelnen Karosseriekomponenten bestanden teilweise aus Stahl, teilweise aus Aluminium. Willowbrook montierte sie, dem traditionellen Karosseriebau entsprechend, auf einem Gerüst aus Eschenholz. Die Negativformen für die Karosserieteile lieferte Graber.
Die Standardkarosserie des TC 108/G beruhte auf einem Entwurf von Hermann Graber. Anders als die Aufbauten früherer Alvis-Modelle folgte sie der Ponton-Linie. Stilistisch bedeuteten sie eine erhebliche Weiterentwicklung für Alvis, dessen letzte Modelle als altbacken und „geradezu altertümlich“ wahrgenommen worden waren. Die Gürtellinie verlief waagerecht, die Flanken waren glattflächig und verzichteten weitestgehend auf Chromornamente. Zur Standardkarosserie gehörte ein schmaler, aufrecht stehender Kühlergrill mit senkrecht verlaufenden Streben. Die vorderen Kotflügel mündeten in einzelnen runden Scheinwerfern. Die C-Säule war im unteren Bereich nach vorn geneigt, die äußeren Teile des dreiteiligen Heckfensters ragten in die Seiten hinein. Dadurch entstand der Eindruck einer hinteren Panoramascheibe. Auch die Standardkarosserien trugen einen Graber-Schriftzug.
Willowbrook modifizierte Grabers Entwurf in einigen Details. Die Form der vorderen Kotflügel wurde verändert, um Scheinwerfer von Lucas aufnehmen zu können. Auch der Rahmen der Windschutzscheibe wurde überarbeitet. Während Graber bei seinen beiden Prototypen aus dem Jahr 1955 Rückleuchten vom Rolls-Royce Silver Cloud verwendet hatte, installierte Willowbrook bei den Serienkarosserien preiswertere Rückleuchten vom Rover P4.
Die von Graber entworfene Standardkarosserie wurde in der britischen Presse überwiegend gelobt. Die Berichterstattung zur Präsentation des Modells in Earls Court 1955 beschrieb den Alvis als „eines der attraktivsten und am besten proportionierten Fahrzeuge der Ausstellung.“ Spätere Berichte nannten den 108/G unter anderem „elegant und formvollendet“.
Alvis’ Konkurrent Bristol übernahm Grundzüge des Graber-Designs für seinen 1958 vorgestellten 406 und dessen Nachfolger.

## Produktion
Die Fertigung der Serienmodelle bei Willowbrook war problematisch. Der TC 108/G war der erste Personenwagen, den der 1920 gegründete, auf Omnibuskarosserien spezialisierte Betrieb fertigte. Das Auto entstand in reiner Handarbeit; der Arbeitsprozess zog sich in die Länge. Willowbrook hielt wiederholt Lieferfristen nicht ein, und die Qualität der fertigen Karosserien war nach Ansicht des Alvis-Managements mangelhaft.
Der Produktionsumfang des TC 108/G ist im Vergleich zu früheren Alvis-Modellen gering. Während vom Vorgänger TC 21 in drei Jahren noch mehr als 750 Exemplare entstanden waren, erreichte die Produktion des TC 108/G von 1956 bis 1958 insgesamt nur einen zweistelligen Wert. Einzelheiten sind nicht vollständig geklärt. Gesichert ist lediglich, dass Graber in Bern 22 Fahrgestelle mit individuellen Special-Karosserien einkleidete. Unklarheiten hingegen bestehen insbesondere hinsichtlich der bei Willowbrook gefertigten Standardaufbauten. 
Einige Quellen gehen davon aus, dass Willowbrook in zwei Jahren insgesamt nur 15 bzw. „16 oder 17“ Standard-TC-108/G produzierte, wobei diese Quellen nicht hinsichtlich verkaufter Fahrzeuge und Prototypen differenzieren. Eine andere Quelle meint, dass sich der Anteil der Grabers Special an der Gesamtproduktion auf „22 von 41“ belief, sodass bei Willowbrook 19 Fahrzeuge entstanden sind. Darin sollen die zwei Prototypen von 1955, die noch auf TC 21/100-Chassis entstanden waren, sowie zwei Prototypen für den TD21 von 1958 enthalten sein. Rechnet man die insgesamt vier Prototypen heraus, so beläuft sich die Zahl der in den Verkauf gelangten TC 108/G mit Standardkarosserie nach diesen Quellen ebenfalls auf 15. Andere Quellen sprechen ohne Differenzierung nach dem Ursprung des Aufbaus von 30 Fahrzeugen. Gänzlich andere Zahlen nennt schließlich der Schweizer Autor Roger Gloor, der auf 58 Autos kommt.
Mit einer Ausnahme, die für den Export nach Kanada bestimmt war, hatten alle bei Willowbrook gebauten Autos Rechtslenkung.

## Preise
Der Alvis TC 108/G war bei seinem Produktionsbeginn ein sehr teures Auto. 1956 betrug der Verkaufspreis 2776 £; ein Jahr später war er auf 3451 £ gestiegen. Damit war der TC 108/G doppelt so teuer wie sein Vorgänger, die Alvis „Grey Lady“. Er lag annähernd auf dem Niveau eines Bristol 405 und war 500 £ teurer als ein Aston Martin DB2/4 oder ein Lagonda 3 Litre (2.999 £). Ein Jaguar Mark VIII kostete lediglich 1.998 £.
Auf dem Klassikermarkt gelten die TC 108/G als die teuersten geschlossenen Modelle der Three-Litre-Familie. Ein Saloon in exzellentem Zustand wird 2017 in Kontinentaleuropa mit 87.500 Euro notiert, ein Exemplar in durchschnittlichem Zustand kostet 37.500 Euro. Preise auf dem britischen Klassikermarkt weichen teilweise deutlich ab.

## Graber Specials

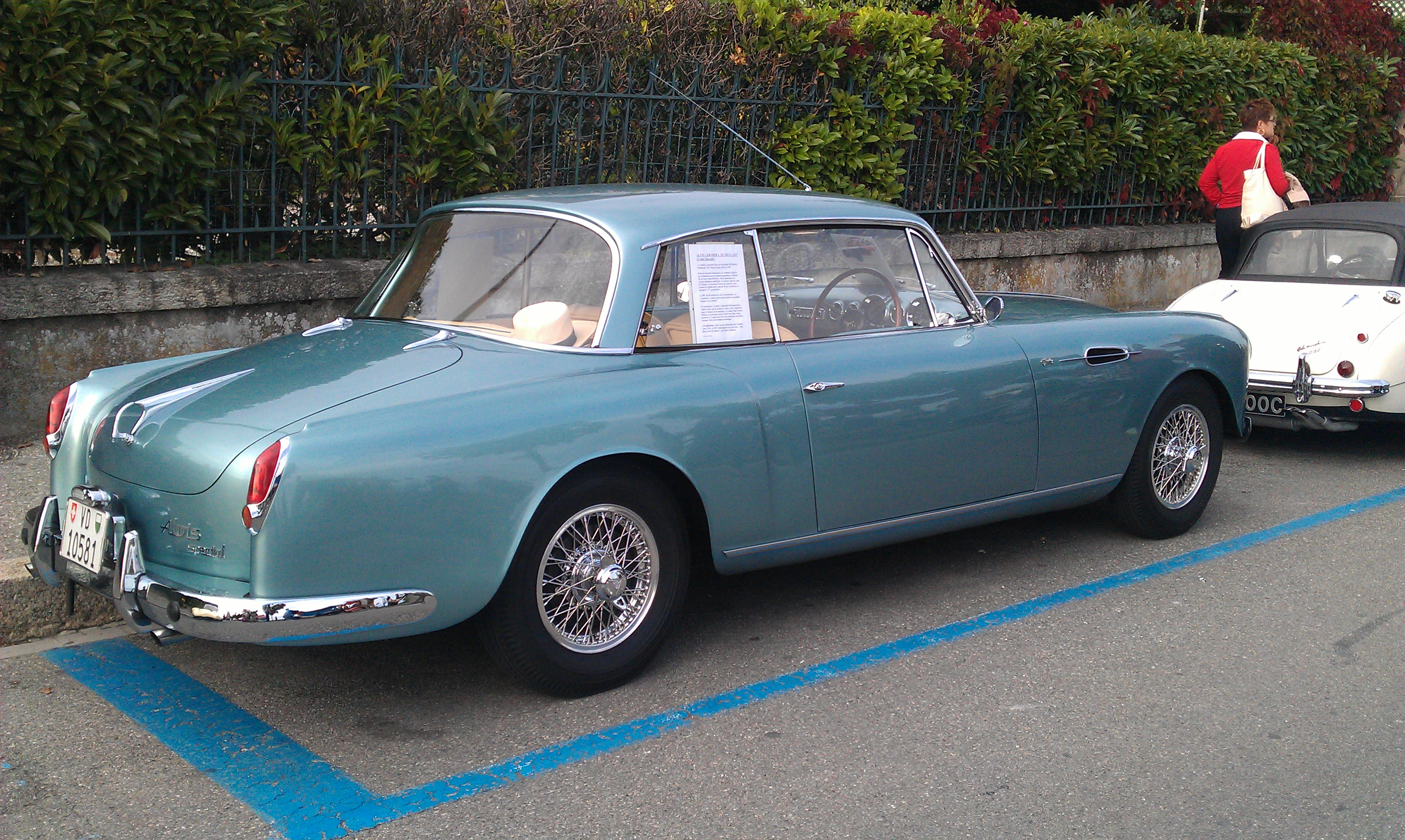
Mit eigenständiger Dachlinie: Alvis TC 108/G Special von Graber

Neben den Standardaufbauten, die bei Willowbrook entstanden, fertige Hermann Graber insgesamt 22 Sonderaufbauten auf der Basis des TC 108/G. Darin sind die beiden Ausstellungsstücke, die 1955 in Earls Court gezeigt wurden, nicht enthalten.
Die Graber Specials waren zumeist Unikate, die in Absprache mit dem jeweiligen Kunden entwickelt wurden. Sie wichen in Details von den britischen Standardaufbauten ab. Einige von ihnen verzichteten auf die hohe, verchromte Kühlermaske und hatten stattdessen horizontal ausgerichtete Kühleröffnungen. Die meisten Sonderaufbauten hatten eine eigenständige Dachlinie, die der Trapezform folgte. Üblicherweise gab es hier keine Panorama-Heckscheibe. Mindestens ein Fahrzeug war ein Cabriolet. Hermann Graber legte Wert darauf, dass seine Specials individuelle Autos waren. Es gab keine vollständig übereinstimmenden Exemplare.
Einzelne Graber-Modelle erfuhren auch technische Veränderungen. In einigen Fällen wurden die Motoren zum Zweck der Leistungserhöhung überarbeitet, und teilweise wurde auch die Aufhängung modifiziert.

## Technische Daten
| Motor:                     | 6-Zylinder-Reihenmotor (Viertakt)                                                    |
| Hubraum:                   | 2993 cm³                                                                             |
| Bohrung × Hub:             | 84× 90 mm                                                                            |
| Leistung bei 1/min:        | 78 kW (104 bhp) bei 4000                                                             |
| Max. Drehmoment bei 1/min: |                                                                                      |
| Verdichtung:               | 8,0 : 1                                                                              |
| Gemischaufbereitung:       | Doppelvergaser SU                                                                    |
| Ventilsteuerung:           | 1 untenliegende Nockenwelle                                                          |
| Kühlung:                   | Wasserkühlung                                                                        |
| Getriebe:                  | 4-Gang-Getriebe, Knüppelschaltung                                                    |
| Radaufhängung vorn:        | Einzelradaufhängung, Trapez-Dreiecksquerlenker, Schraubenfedern, Teleskopstoßdämpfer |
| Radaufhängung hinten:      | Starrachse, Blattfedern, Teleskopstoßdämpfer                                         |
| Bremsen:                   | Trommelbremsen                                                                       |
| Karosserie:                | Stahl, auf Holzgerüst                                                                |
| Radstand:                  | 2830 mm                                                                              |
| Spurweite vorn/hinten:     |                                                                                      |
| Abmessungen:               | 4801 × 1676 × 1588 mm                                                                |
| Leergewicht:               | 1380 kg                                                                              |
| Höchstgeschwindigkeit:     | 165 km/h                                                                             |